# طوقچه شمالی
طوقچه شمالی (نام علمی: Hypocysta irius) نام یک گونه از تبار قهوه‌ای‌بالان ساتیرینی است.